# Igor Sergei Klinki
Igor Sergei Klinki (in ucraino Ігор Сергій Клинки?, Ihor Serhij Klynky; Kiev, 10 ottobre 1959) è un poeta e scrittore ucraino naturalizzato argentino.
Dal 1969 vive a Mar del Plata, in Argentina. Ha studiato architettura e giornalismo. È stato presidente della Fundación de Poetas e direttore del relativo organo di diffusione, La Blinda Rosada, fino al 2004. 
Nell'opera di Klinki è onnipresente un sentimento di dubbio, distacco e confronto, una ricerca incessante di nuove alternative esistenziali in cui, parafrasando Dylan Thomas, la morte non ha dominio. 
Attualmente si sta dedicando  alla realizzazione di progetti audiovisivi. 
Ha pubblicato anche sotto gli pseudonimi Rafael San Martin, Jan van der Chucky, Antoine Jossé, Maria Fernanda Celtasso, Sergei Daviau, ed altri.

## Opere
- Prima del mio suicidio, poesia, 1969.
- Le nubi, teatro, 1971.
- Poemi di seguente giorno, poesia, 1976.
- Il deshabitante, romanzo, 1979.
- Free Moscow, racconto, 1981.
- Il sogno del vento, poesia, 1993.
- Non provate a capire, libro dell'artista, 1994.
- Portelli per Julieta, poesia, 1995.
- Città senza nome, poesia, 1997.
- Tormentad, una raccolta di dieci libri virtuali, poesia, 1999.
- I giorni ed i giorni, una raccolta di trenta e tre libri, poesia, 2000.
- Di ultimo paese che ho visitato, manifesto precromatici, 2000.
- O, testo sperimentale, 2000.
- Impossibilità di amare, prova, 2001.
- La difficoltà di essere donna, prova, 2002.
- Un canne chiamato Laura Ibáñez, scritto cinematografico, 2003.
- Venti poemi da leggere nel letto con me, poesia, 2003.
- La conoscenza. Deconstrucción, prova, 2005.
- Mai così vicino arrivo così lontano, prova su Jean-Luc Godard, 2006.
- Il sole lucida per i  maledetti, poesia, 2006.
- Filosofia per la resistenza, prova, 2006.
- Natura del gioco, prova, 2006.
- Donna graziosa, biografia, 2006.
- Drowsih, scritto cinematografico, 2006.
- Carrousel des Mandibules, scritto cinematografico, 2007.